# 九矿广场街道
九矿广场街道，是中华人民共和国河南省鹤壁市鹤山区下辖的一个乡镇级行政单位。

## 行政区划
九矿广场街道下辖以下地区：
九矿广场社区和新村社区。